# Chrysauge divida
Chrysauge divida is een vlinder uit de familie van de snuitmotten (Pyralidae). De wetenschappelijke naam van de soort werd voor het eerst geldig gepubliceerd in 1823 door Hübner.